# NGC 4818
NGC 4818 é uma galáxia espiral barrada (SBab) localizada na direcção da constelação de Virgo. Possui uma declinação de -08° 31' 30" e uma ascensão recta de 12 horas, 56 minutos e 48,9 segundos.
A galáxia NGC 4818 foi descoberta em 3 de Março de 1786 por William Herschel.